# Афонсу VI (маніконго)
Афонсу VI (порт. Afonso VI) або Ндо Мфунсу (кон. Ndo Mfunsu) — сорок третій маніконго центральноафриканського королівства Конго.
Успадкував владу від свого брата Жозе I. Правління його було нетривалим. Існують відомості, що його було отруєно прибічниками Алвару XII. Після смерті Афонсу країна знову поринула в хаос, що завершився лише зі сходженням на трон Енріке II 1794 року.